# Calciatore asiatico dell'anno
Il Calciatore asiatico dell'anno è un premio che viene assegnato nel mondo del calcio; è stato istituito nel 1994 dalla Asian Football Confederation. Dal 1988 al 1994 il premio, che non aveva i crismi dell'ufficialità, veniva assegnato dall'IFFHS.
Il premio viene assegnato annualmente, all'interno della cerimonia dei Premi annuali dell'AFC, al giocatore asiatico che più si è distinto nella stagione precedente militando in una squadra associata alla FIFA.

## Storia
Un manuale di calcio scritto da Paul Moon e Peter Burns, intitolato The Asia-Oceania Soccer Handbook, in cui veniva condotto un sondaggio su chi fosse il miglior calciatore asiatico nel 1985, è considerato l'origine del premio per il migliore calciatore asiatico. Tuttavia, non si trattava di una vera e propria selezione, non godeva di un processo chiaro di giudizio e classificazione, e non aveva una organizzazione ufficiale, quindi è generalmente esclusa dall'elenco dell'albo d'oro.L'assegnazione del premio è iniziata nel 1988 attraverso la Federazione Internazionale di Storia e Statistica del Calcio (IFFHS) con il supporto di riviste sportive e giornalisti, poi l'organizzazione del premio è stata presa in carico dalla Asian Football Confederation (AFC) nel 1994.
A partire dall'edizione 2005, gli organizzatori hanno deciso di attribuire il premio solo ai candidati che partecipano alla cerimonia di premiazione; questa regola ha causato molte polemiche causando l'esclusione dei giocatori che non potevano partecipare alla cerimonia giocando per club europei.  Tra questi, Park Ji-sung e Shunsuke Nakamura che erano arrivati ad essere stati nominati per il Pallone d'Oro. L'AFC dal 2012, per mitigare le controversie riguardo a questo regolamento, sta assegnando il premio Giocatore internazionale asiatico dell'anno, ma l'assegnazione dei premi da parte dell'AFC continua a generare critiche a causa del processo di votazione e dei criteri di selezione che restano ancora poco trasparenti.
A partire dal 2013, inoltre su iniziativa del giornale cinese Titan Sports, è nato il premio Miglior Calciatore Asiatico ispirato al Pallone d'Oro, che ha minato la visibilità del premio.
Quando le confederazioni continentali, inclusa l'AFC, hanno annullato la cerimonia di premiazione a causa della pandemia di COVID-19 nel 2020, l'IFFHS ha ricominciato a selezionare i giocatori dell'anno nel mondo e in ciascun continente.

## Albo d'oro

### Premio IFFHS
L'IFFHS Asian Player of the Year è un premio annuale assegnato dalla International Federation of Football History & Statistics (IFFHS). In origine era stato il predecessore dell'AFC Player of the Year, ma è stato ripreso nel 2020.

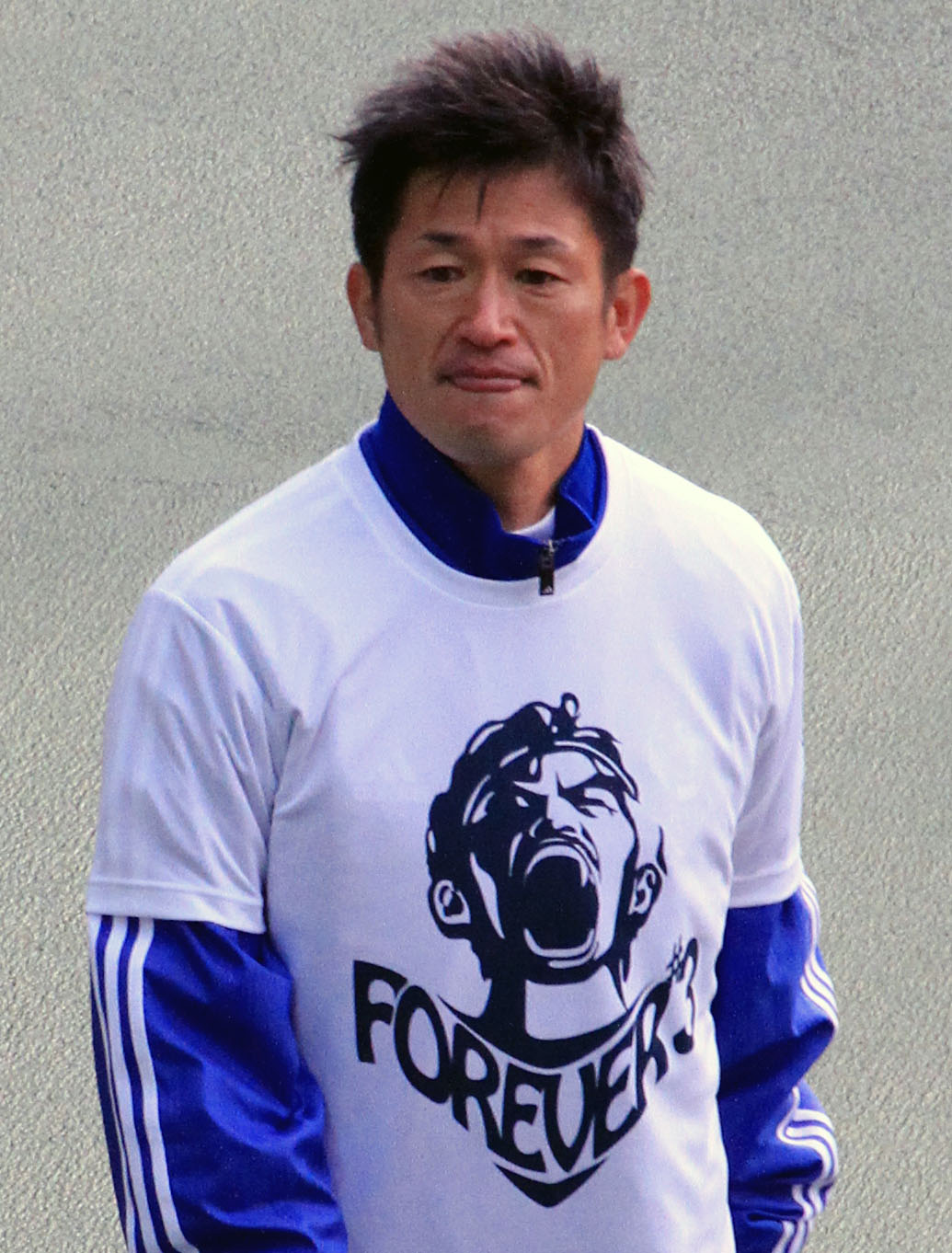
Kazuyoshi Miura, vincitore del premio assegnato dalla IFFHS nel 1992

| Anno                                     | Posizione | Giocatore          | Squadra               | Punti | Note         |
| ---------------------------------------- | --------- | ------------------ | --------------------- | ----- | ------------ |
| 1988                                     | 1°        | Ahmed Radhi        | Al-Rasheed            | 26    | [ 3 ]        |
| 1988                                     | 2°        | Kim Joo-sung       | Daewoo Royals         | 16    | [ 3 ]        |
| 1988                                     | 3°        | Majed Abdullah     | Al-Nassr              | 14    | [ 3 ]        |
|                                          |           |                    |                       |       |              |
| 1989                                     | 1°        | Kim Joo-sung       | Daewoo Royals         | 38    | [ 3 ]        |
| 1989                                     | 2°        | Majed Abdullah     | Al-Nassr              | 12    | [ 3 ]        |
| 1989                                     | 3°        | Ahmed Radhi        | Al-Rasheed            | 6     | [ 3 ]        |
|                                          |           |                    |                       |       |              |
| 1990                                     | 1°        | Kim Joo-sung       | Daewoo Royals         | 36    | [ 3 ]        |
| 1990                                     | 2°        | Farshad Pious      | Persepolis            | 28    | [ 3 ]        |
| 1990                                     | 3°        | Adnan Al-Talyani   | Al-Shaab              | 16    | [ 3 ]        |
|                                          |           |                    |                       |       |              |
| 1991                                     | 1°        | Kim Joo-sung       | Daewoo Royals         | 31    | [ 11 ]       |
| 1991                                     | 2°        | Chung Yong-hwan    | Daewoo Royals         | 28    | [ 11 ]       |
| 1991                                     | 3°        | Samad Marfavi      | Esteghlal             | 16    | [ 11 ]       |
|                                          |           |                    |                       |       |              |
| 1992                                     | 1°        | Kazuyoshi Miura    | Verdy Kawasaki        | 30    | [ 3 ] [ 12 ] |
| 1992                                     | 2°        | Fahad Al-Bishi     | Al-Nassr              | 17    | [ 3 ] [ 12 ] |
| 1992                                     | 3°        | Mehdi Fonounizadeh | Esteghlal             | 13    | [ 3 ] [ 12 ] |
|                                          |           |                    |                       |       |              |
| Assegnato solo dall'AFC dal 1994 al 2020 |           |                    |                       |       |              |
|                                          |           |                    |                       |       |              |
| 2020                                     | 1°        | Son Heung-min      | Tottenham             | —     | [ 13 ]       |
| 2020                                     | —         | Sardar Azmoun      | Zenit San Pietroburgo | —     | [ 13 ]       |
| 2020                                     | —         | Takumi Minamino    | Liverpool             | —     | [ 13 ]       |
|                                          |           |                    |                       |       |              |
| 2021                                     | 1°        | Son Heung-min      | Tottenham             | —     | [ 14 ]       |
|                                          |           |                    |                       |       |              |
| 2022                                     | 1°        | Son Heung-min      | Tottenham             | —     | [ 15 ]       |

### Premio AFC
Il Giocatore dell'anno AFC è un premio annuale offerto dalla Confederazione asiatica di calcio (AFC). Viene assegnato al giocatore asiatico che ha ottenuto le migliori prestazioni nei club AFC in un anno solare.

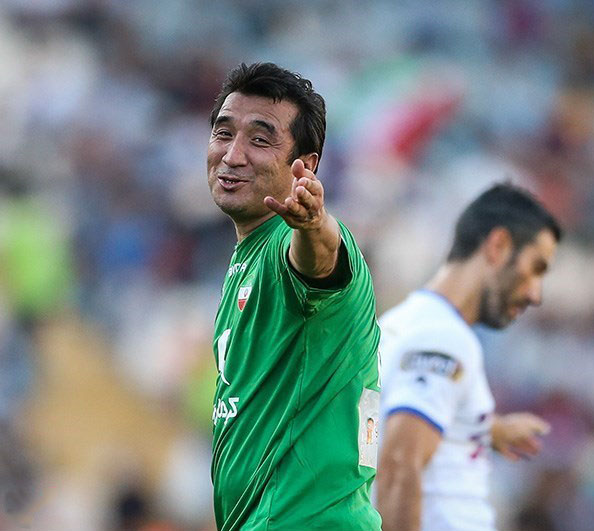
Khodadad Azizi, giocatore dell'anno nel 1996.

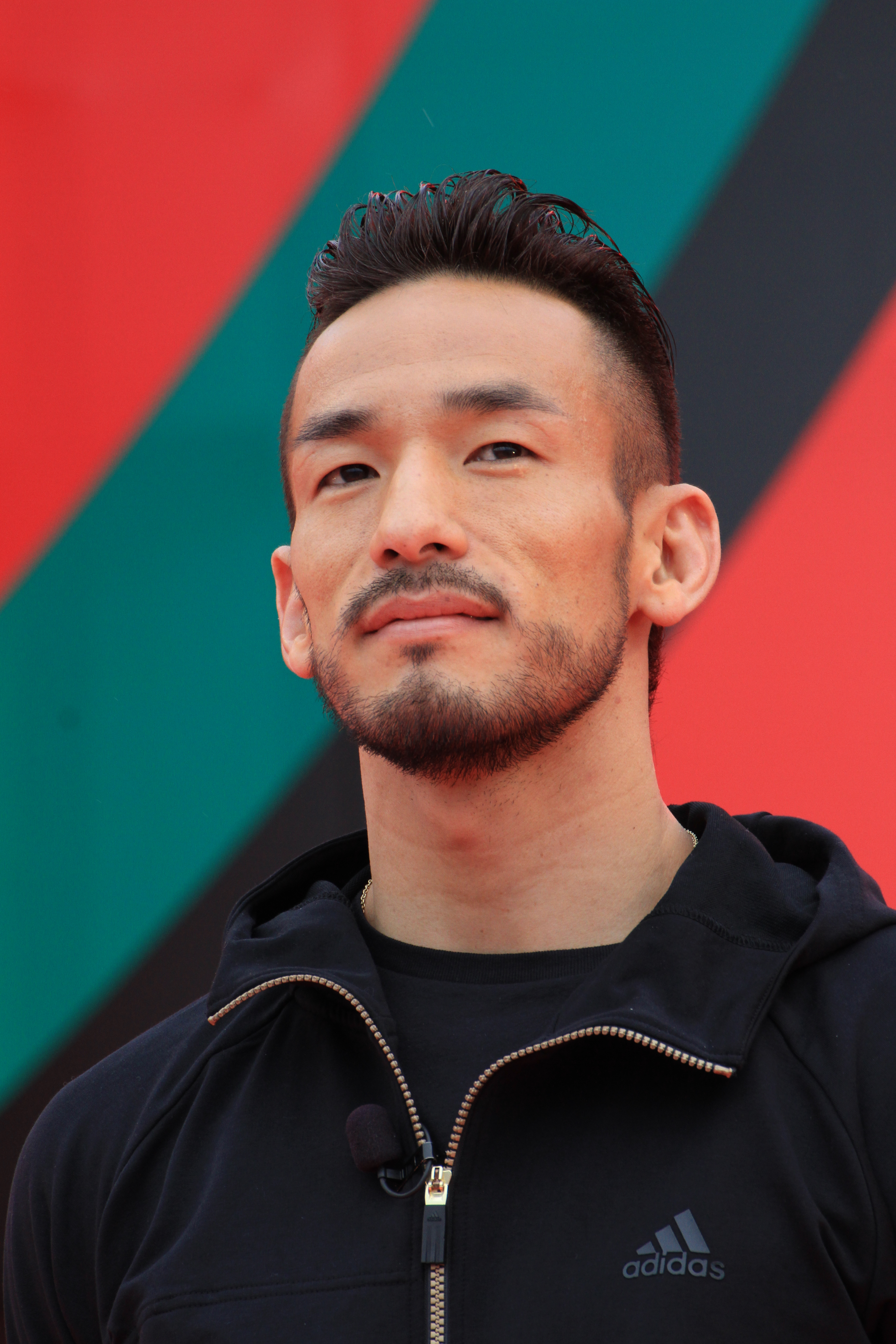
Hidetoshi Nakata giocatore dell'anno per due anni consecutivi, 1997 e 1998.

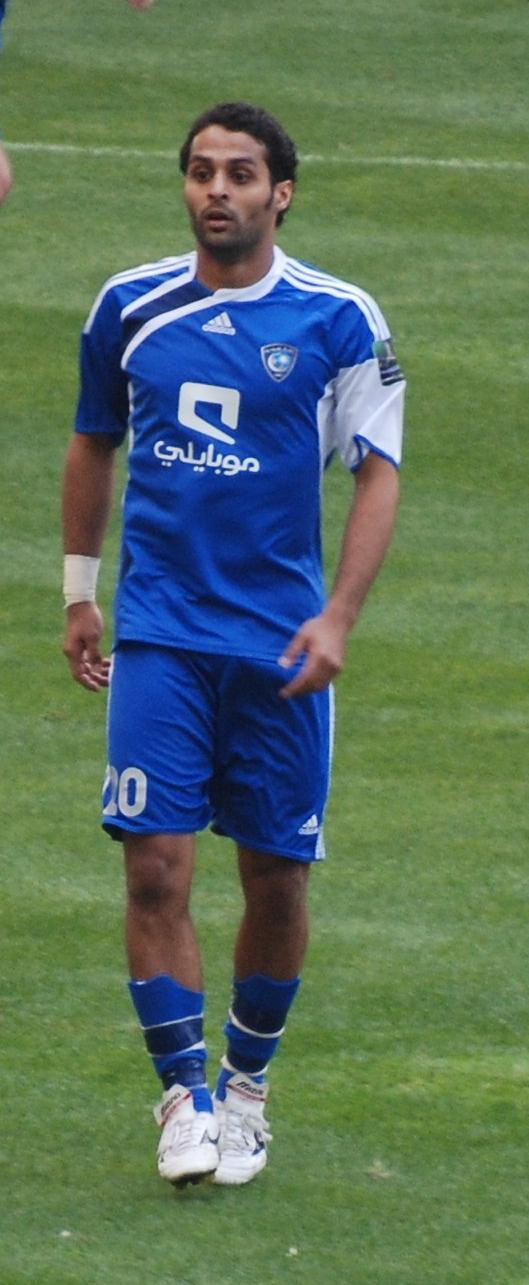
Yasser Al-Qahtani, vincitore del trofeo nel 2007

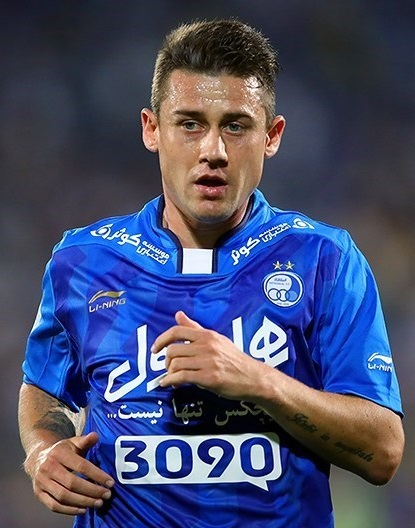
Server Djeparov, due volte vincitore nel 2008 e nel 2011

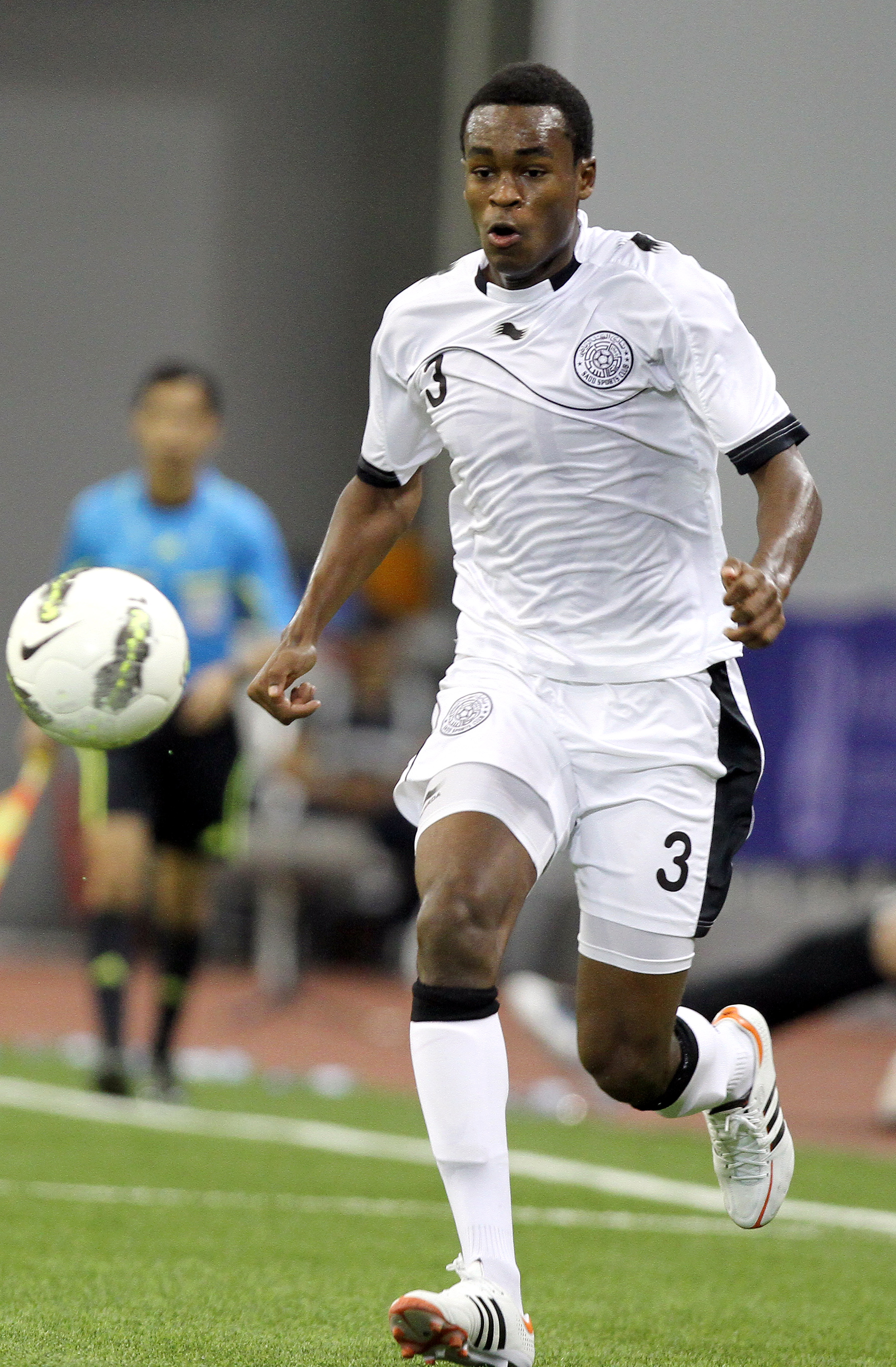
Abdelkarim Hassan, vincitore nel 2018.

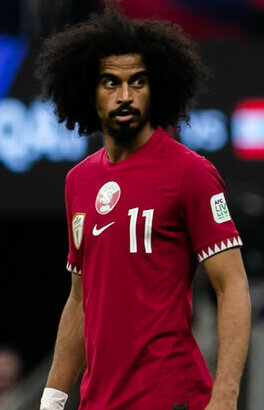
Akram Afif, giocatore dell'anno nel 2019 e nel 2023.

| Anno                          | Posizione | Giocatore            | Squadra                | Note   |
| ----------------------------- | --------- | -------------------- | ---------------------- | ------ |
| 1994                          | 1°        | Saeed Owairan        | Al-Shabab              | [ 3 ]  |
|                               |           |                      |                        |        |
| 1995                          | 1°        | Masami Ihara         | Yokohama Marinos       | [ 3 ]  |
|                               |           |                      |                        |        |
| 1996                          | 1°        | Khodadad Azizi       | Bahman                 | [ 3 ]  |
| 1996                          | —         | Ali Daei             | Al-Sadd                | [ 3 ]  |
| 1996                          | —         | Ko Jeong-woon        | C. Ilhwa Chunma        | [ 3 ]  |
| 1996                          | —         | Mohamed Al-Deayea    | Al-Tai                 | [ 3 ]  |
| 1996                          | —         | Yousuf Al-Thunayan   | Al-Hilal               | [ 3 ]  |
|                               |           |                      |                        |        |
| 1997                          | 1°        | Hidetoshi Nakata     | Shonan Bellmare        | [ 3 ]  |
| 1997                          | —         | Choi Yong-soo        | Sangju Sangmu          | [ 3 ]  |
| 1997                          | —         | Karim Bagheri        | Arminia Bielefeld      | [ 3 ]  |
| 1997                          | —         | Khodadad Azizi       | Colonia                | [ 3 ]  |
|                               |           |                      |                        |        |
| 1998                          | 1°        | Hidetoshi Nakata     | Perugia                | [ 3 ]  |
| 1998                          | —         | Ali Daei             | Bayern Monaco          | [ 3 ]  |
| 1998                          | —         | Fan Zhiyi            | Crystal Palace         | [ 3 ]  |
| 1998                          | —         | Jassem Al-Houwaidi   | Al-Salmiya             | [ 3 ]  |
|                               |           |                      |                        |        |
| 1999                          | 1°        | Ali Daei             | Hertha Berlino         | [ 3 ]  |
| 1999                          | —         | Bashar Abdullah      | Al-Salmiya             | [ 3 ]  |
| 1999                          | —         | Hidetoshi Nakata     | Perugia                | [ 3 ]  |
| 1999                          | —         | Hwang Sun-hong       | Cerezo Osaka           | [ 3 ]  |
| 1999                          | —         | Masashi Nakayama     | Júbilo Iwata           | [ 3 ]  |
| 1999                          | —         | Sun Wen              | Shanghai Shenhua       | [ 3 ]  |
|                               |           |                      |                        |        |
| 2000                          | 1°        | Nawaf Al-Temyat      | Al-Hilal               | [ 3 ]  |
| 2000                          | —         | Hiroshi Nanami       | Júbilo Iwata           | [ 3 ]  |
| 2000                          | —         | Lee Dong-gook        | Pohang Steelers        | [ 3 ]  |
| 2000                          | —         | Ryuzo Morioka        | Shimizu S-Pulse        | [ 3 ]  |
|                               |           |                      |                        |        |
| 2001                          | 1°        | Fan Zhiyi            | Dundee                 | [ 3 ]  |
| 2001                          | —         | Abdullah Al-Shehan   | Al-Shabab              | [ 3 ]  |
| 2001                          | —         | Ali Karimi           | Al-Shabab              | [ 3 ]  |
| 2001                          | —         | Li Tie               | Liaoning               | [ 3 ]  |
| 2001                          | —         | Mirjalol Qosimov     | Kryl'ja Sovetov Samara | [ 3 ]  |
|                               |           |                      |                        |        |
| 2002                          | 1°        | Shinji Ono           | Feyenoord              | [ 3 ]  |
| 2002                          | —         | Ahn Jung-hwan        | Perugia                | [ 3 ]  |
| 2002                          | —         | Junichi Inamoto      | Fulham                 | [ 3 ]  |
| 2002                          | —         | Li Tie               | Everton                | [ 3 ]  |
|                               |           |                      |                        |        |
| 2003                          | 1°        | Mehdi Mahdavikia     | Amburgo                | [ 3 ]  |
| 2003                          | —         | Maxim Shatskikh      | Dinamo Kiev            | [ 3 ]  |
| 2003                          | —         | Therdsak Chaiman     | Police Tero            | [ 3 ]  |
|                               |           |                      |                        |        |
| 2004                          | 1°        | Ali Karimi           | Al-Ahli Dubai          | [ 3 ]  |
| 2004                          | —         | A'ala Hubail         | Al-Ahli                | [ 3 ]  |
| 2004                          | —         | Shunsuke Nakamura    | Reggina                | [ 3 ]  |
|                               |           |                      |                        |        |
| 2005                          | 1°        | Hamad Al-Montashari  | Al-Ittihad             | [ 17 ] |
| 2005                          | 2°        | Maxim Shatskikh      | Dinamo Kiev            | [ 17 ] |
|                               |           |                      |                        |        |
| 2006                          | 1°        | Khalfan Ibrahim      | Al-Sadd                | [ 18 ] |
| 2006                          | —         | Bader Al-Mutawa      | Al-Qadisiya            | [ 18 ] |
| 2006                          | —         | Mohammad Al-Shalhoub | Al-Hilal               | [ 18 ] |
|                               |           |                      |                        |        |
| 2007                          | 1°        | Yasser Al-Qahtani    | Al-Hilal               | [ 19 ] |
| 2007                          | —         | Nashat Akram         | Al-Ain                 | [ 19 ] |
| 2007                          | —         | Younis Mahmoud       | Al-Gharafa             | [ 19 ] |
|                               |           |                      |                        |        |
| 2008                          | 1°        | Server Djeparov      | Bunyodkor              | [ 20 ] |
| 2008                          | —         | Ismail Matar         | Al-Wahda               | [ 20 ] |
| 2008                          | —         | Sebastián Soria      | Qatar SC               | [ 20 ] |
| 2008                          | —         | Yasuhito Endō        | Gamba Osaka            | [ 20 ] |
| 2008                          | —         | Yuji Nakazawa        | Yokohama F·Marinos     | [ 20 ] |
|                               |           |                      |                        |        |
| 2009                          | 1°        | Yasuhito Endō        | Gamba Osaka            | [ 21 ] |
| 2009                          | 2°        | Kengo Nakamura       | Kawasaki Frontale      | [ 21 ] |
| 2009                          | 2°        | Sayed Mohamed Adnan  | Al-Khor                | [ 21 ] |
|                               |           |                      |                        |        |
| 2010                          | 1°        | Saša Ognenovski      | S. Ilhwa Chunma        | [ 23 ] |
| 2010                          | —         | Bader Al-Mutawa      | Al-Qadisiya            | [ 23 ] |
| 2010                          | —         | Farhad Majidi        | Esteghlal              | [ 23 ] |
| 2010                          | —         | Farshid Talebi       | Zob Ahan               | [ 23 ] |
| 2010                          | —         | Husain Salman Makki  | Al-Riffa               | [ 23 ] |
|                               |           |                      |                        |        |
| 2011                          | 1°        | Server Djeparov      | Al-Shabab              | [ 24 ] |
| 2011                          | 2°        | Hadi Aghily          | Al-Arabi               | [ 24 ] |
| 2011                          |           |                      |                        |        |
| 2012                          | 1°        | Lee Keun-ho          | Ulsan HD               | [ 25 ] |
| 2012                          | —         | Ali Karimi           | Persepolis             | [ 25 ] |
| 2012                          | —         | Zheng Zhi            | Guangzhou E.           | [ 25 ] |
|                               |           |                      |                        |        |
| 2013                          | 1°        | Zheng Zhi            | Guangzhou E.           | [ 26 ] |
| 2013                          | —         | Ha Dae-sung          | Seoul F.C.             | [ 26 ] |
| 2013                          | —         | Javad Nekounam       | Esteghlal              | [ 26 ] |
|                               |           |                      |                        |        |
| 2014                          | 1°        | Nasser Al-Shamrani   | Al-Hilal               | [ 27 ] |
| 2014                          | —         | Ismail Ahmed         | Al-Ain                 | [ 27 ] |
| 2014                          | —         | Khalfan Ibrahim      | Al-Sadd                | [ 27 ] |
|                               |           |                      |                        |        |
| 2015                          | 1°        | Ahmed Khalil         | Al-Ahli Dubai          | [ 28 ] |
| 2015                          | —         | Omar Abdulrahman     | Al-Ain                 | [ 28 ] |
| 2015                          | —         | Zheng Zhi            | Guangzhou E.           | [ 28 ] |
|                               |           |                      |                        |        |
| 2016                          | 1°        | Omar Abdulrahman     | Al-Ain                 | [ 29 ] |
| 2016                          | —         | Hammadi Ahmed        | Al-Quwa Al-Jawiya      | [ 29 ] |
| 2016                          | —         | Wu Lei               | Shanghai Haigang       | [ 29 ] |
|                               |           |                      |                        |        |
| 2017                          | 1°        | Omar Kharbin         | Al-Hilal               | [ 30 ] |
| 2017                          | —         | Omar Abdulrahman     | Al-Ain                 | [ 30 ] |
| 2017                          | —         | Wu Lei               | Shanghai Haigang       | [ 30 ] |
|                               |           |                      |                        |        |
| 2018                          | 1°        | Abdelkarim Hassan    | Al-Sadd                | [ 31 ] |
| 2018                          | —         | Kento Misao          | Kashima Antlers        | [ 31 ] |
| 2018                          | —         | Yuma Suzuki          | Kashima Antlers        | [ 31 ] |
|                               |           |                      |                        |        |
| 2019                          | 1°        | Akram Afif           | Al-Sadd                | [ 32 ] |
| 2019                          | —         | Alireza Beiranvand   | Persepolis             | [ 32 ] |
| 2019                          | —         | Tomoaki Makino       | Urawa Reds             | [ 32 ] |
|                               |           |                      |                        |        |
| Non assegnato nel 2020 e 2021 |           |                      |                        |        |
|                               |           |                      |                        |        |
| 2022                          | 1°        | Salem Al-Dawsari     | Al-Hilal               | [ 33 ] |
| 2022                          | —         | Almoez Ali           | Al-Duhail              | [ 33 ] |
| 2022                          | —         | Mathew Leckie        | Melbourne City         | [ 33 ] |
|                               |           |                      |                        |        |
| 2023                          | 1°        | Akram Afif           | Al-Sadd                | [ 34 ] |
| 2023                          | —         | Seol Young-woo       | Ulsan HD               | [ 34 ] |
| 2023                          | —         | Yazan Al-Naimat      | Al-Ahli Doha           | [ 34 ] |

### Giocatore internazionale asiatico dell'anno

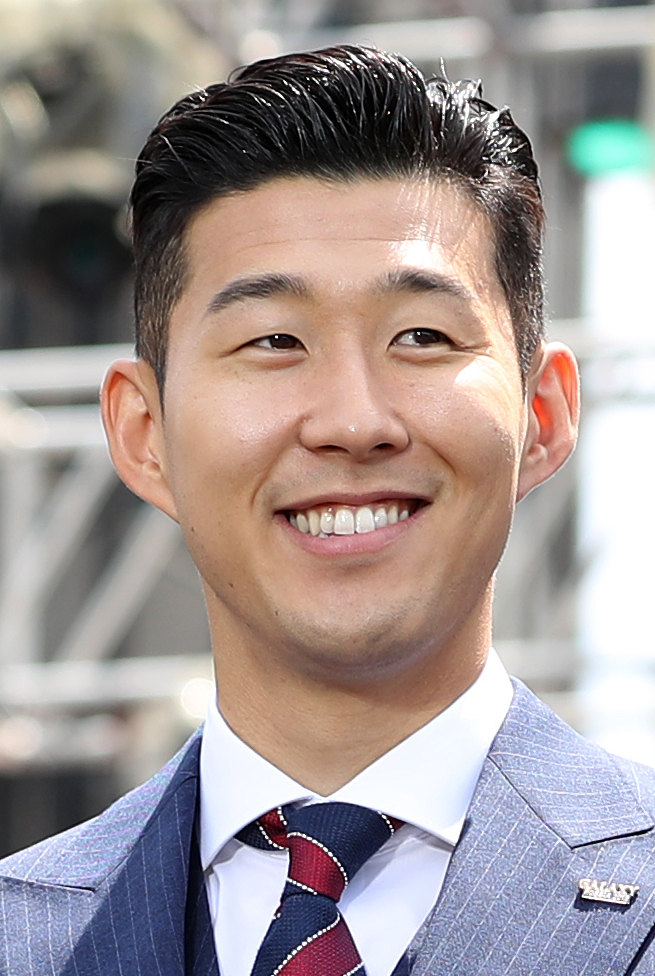
Son Heung-min ha vinto il premio di Giocatore internazionale asiatico dell'anno nel 2015, 2017, 2019 e 2023.

Il premio di Giocatore internazionale asiatico dell'anno è un premio annuale presentato dalla Asian Football Confederation (AFC) che premia il miglior giocatore asiatico che ha giocato fuori dall'Asia nell'anno solare.
| Anno                           | Posizione | Giocatore       | Squadra                | Note          |
| ------------------------------ | --------- | --------------- | ---------------------- | ------------- |
| 2012                           | 1°        | Shinji Kagawa   | Manchester United      | [ 35 ]        |
| 2012                           | —         | Mark Schwarzer  | Fulham                 | [ 35 ]        |
| 2012                           | —         | Yuto Nagatomo   | Inter                  | [ 35 ]        |
|                                |           |                 |                        |               |
| 2013                           | 1°        | Yuto Nagatomo   | Inter                  | [ 36 ]        |
| 2013                           | —         | Keisuke Honda   | CSKA Mosca             | [ 36 ]        |
| 2013                           | —         | Son Heung-min   | Bayer Leverkusen       | [ 36 ]        |
|                                |           |                 |                        |               |
| 2014                           | 1°        | Mile Jedinak    | Crystal Palace         | [ 37 ]        |
| 2014                           | —         | Ki Sung-yueng   | Swansea City           | [ 37 ]        |
| 2014                           | —         | Tim Cahill      | New York Red Bulls     | [ 37 ]        |
|                                |           |                 |                        |               |
| 2015                           | 1°        | Son Heung-min   | Tottenham Hotspur      | [ 38 ]        |
| 2015                           | —         | Ki Sung-yueng   | Swansea City           | [ 38 ]        |
| 2015                           | —         | Massimo Luongo  | Queens Park Rangers    | [ 38 ]        |
|                                |           |                 |                        |               |
| 2016                           | 1°        | Shinji Okazaki  | Leicester City         | [ 39 ]        |
| 2016                           | —         | Shinji Kagawa   | Borussia Dortmund      | [ 39 ]        |
| 2016                           | —         | Son Heung-min   | Tottenham Hotspur      | [ 39 ]        |
|                                |           |                 |                        |               |
| 2017                           | 1°        | Son Heung-min   | Tottenham Hotspur      | [ 40 ]        |
| 2017                           | —         | Aaron Mooy      | Huddersfield Town      | [ 40 ]        |
| 2017                           | —         | Shinji Kagawa   | Borussia Dortmund      | [ 40 ]        |
|                                |           |                 |                        |               |
| 2018                           | 1°        | Makoto Hasebe   | Eintracht Francoforte  | [ 41 ]        |
|                                |           |                 |                        |               |
| 2019                           | 1°        | Son Heung-min   | Tottenham Hotspur      | [ 42 ] [ 43 ] |
| 2019                           | —         | Makoto Hasebe   | Eintracht Francoforte  | [ 42 ] [ 43 ] |
| 2019                           | —         | Sardar Azmoun   | Zenit San Pietroburgo  | [ 42 ] [ 43 ] |
|                                |           |                 |                        |               |
| Non assegnato dal 2020 al 2021 |           |                 |                        |               |
|                                |           |                 |                        |               |
| 2022                           | 1°        | Kim Min-jae     | Napoli                 | [ 44 ]        |
| 2022                           | —         | Kaoru Mitoma    | Brighton & Hove Albion | [ 44 ]        |
| 2022                           | —         | Mehdi Taremi    | Porto                  | [ 44 ]        |
|                                |           |                 |                        |               |
| 2023                           | 1°        | Son Heung-min   | Tottenham Hotspur      | [ 45 ] [ 46 ] |
| 2023                           | —         | Mehdi Taremi    | Porto                  | [ 45 ] [ 46 ] |
| 2023                           | —         | Musa Al-Taamari | Montpellier            | [ 45 ] [ 46 ] |

## Statistiche

### Vittorie per giocatore
| Giocatori           | Vittorie | Anni                                     |
| ------------------- | -------- | ---------------------------------------- |
| Son Heung-min       | 7        | 2015, 2017, 2019, 2020, 2021, 2022, 2023 |
| Kim Joo-sung        | 3        | 1989, 1990, 1991                         |
| Hidetoshi Nakata    | 2        | 1997, 1998                               |
| Server Djeparov     | 2        | 2008, 2011                               |
| Akram Afif          | 2        | 2019, 2023                               |
| Ahmed Radhi         | 1        | 1988                                     |
| Kazuyoshi Miura     | 1        | 1992                                     |
| Saeed Owairan       | 1        | 1994                                     |
| Masami Ihara        | 1        | 1995                                     |
| Khodadad Azizi      | 1        | 1996                                     |
| Ali Daei            | 1        | 1999                                     |
| Nawaf Al-Temyat     | 1        | 2000                                     |
| Fan Zhiyi           | 1        | 2001                                     |
| Shinji Ono          | 1        | 2002                                     |
| Mehdi Mahdavikia    | 1        | 2003                                     |
| Ali Karimi          | 1        | 2004                                     |
| Hamad Al-Montashari | 1        | 2005                                     |
| Khalfan Ibrahim     | 1        | 2006                                     |
| Yasser Al-Qahtani   | 1        | 2007                                     |
| Yasuhito Endō       | 1        | 2009                                     |
| Sasa Ognenovski     | 1        | 2010                                     |
| Shinji Kagawa       | 1        | 2012                                     |
| Lee Keun-ho         | 1        | 2012                                     |
| Yuto Nagatomo       | 1        | 2013                                     |
| Zheng Zhi           | 1        | 2013                                     |
| Mile Jedinak        | 1        | 2014                                     |
| Nasser Al-Shamrani  | 1        | 2014                                     |
| Ahmed Khalil        | 1        | 2015                                     |
| Shinji Okazaki      | 1        | 2016                                     |
| Omar Abdulrahman    | 1        | 2016                                     |
| Omar Kharbin        | 1        | 2017                                     |
| Makoto Hasebe       | 1        | 2018                                     |
| Abdelkarim Hassan   | 1        | 2018                                     |
| Kim Min-jae         | 1        | 2022                                     |
| Salem Al-Dawsari    | 1        | 2022                                     |

### Vittorie per nazione
| Nazione             | Vittorie |
| ------------------- | -------- |
| Corea del Sud       | 12       |
| Giappone            | 10       |
| Arabia Saudita      | 9        |
| Iran                | 4        |
| Qatar               | 4        |
| Australia           | 2        |
| Cina                | 2        |
| Emirati Arabi Uniti | 2        |
| Uzbekistan          | 2        |
| Iraq                | 1        |
| Siria               | 1        |